# Abdel-Zaher El-Saqqa
Abdel-Zaher El-Saqqa (en árabe: عبد الظاهر السقا أحمد محمد حسن‎; Gobernación de Dacalia, Egipto, 30 de enero de 1974) es un exfutbolista de Egipto que jugaba en la posición de defensa.

## Carrera

### Club
| Periodo   | Club           |
| --------- | -------------- |
| 1995–1999 | El Mansoura SC |
| 1999–2002 | Denizlispor    |
| 2002–2005 | Gençlerbirliği |
| 2005–2007 | Konyaspor      |
| 2007–2009 | Gençlerbirliği |
| 2009–2010 | Eskişehirspor  |
| 2010–2012 | ENPPI Club     |

### Selección nacional
Debutó con Egipto el 8 de junio de 1997 en el empate 0-0 ante Túnez en El Cairo por la clasificación de CAF para la Copa Mundial de Fútbol de 1998 y su primer gol internacional fue el 18 de diciembre de 1997 en la victoria por 7-2 ante Togo en un partido amistoso en Aswan. Su retiro internacional fue el 20 de enero de 2010 en la victoria por 2-0 ante Benín en Benguela por la Copa Africana de Naciones 2010. Jugó 112 partidos internacionales y anotó cuatro goles.
Participó en seis ediciones de la Copa Africana de Naciones donde salió campeón en tres de ellas y en la Copa FIFA Confederaciones 1999.
| 1.      | 18-12-1997 | Aswan Stadium, Aswan, Egipto            | Togo    | 7–2 | Amistoso                                             |
| 2.      | 4-1-2000   | Aswan Stadium, Aswan, Egipto            | Togo    | 2–1 | Amistoso                                             |
| 3.      | 6-1-2000   | Aswan Stadium, Aswan, Egipto            | Gabón   | 4–0 | Amistoso                                             |
| 4.      | 11-3-2001  | International Stadium, El Cairo, Egipto | Argelia | 5–2 | Clasificación para la Copa Mundial de Fútbol de 2002 |
| Fuente: |            |                                         |         |     |                                                      |

## Logros
- Copa Africana de Naciones (3): 1998, 2006, 2010